# Pimpla carinifrons
Pimpla carinifrons là một loài tò vò trong họ Ichneumonidae.